# Carodnia
Carodnia – wymarły rodzaj ssaków z grupy południowoamerykańskich kopytnych Meridiungulata obejmujący gatunki zamieszkujące tereny obecnej Brazylii, Argentyny i Peru od epoki paleocenu do wczesnego eocenu .
Carodnia należy do rzędu Xenungulata, obejmującego też Etayoa i Notoetayoa.
Carodnia stanowi największe zwierzę z paleoceńskiej Ameryki Południowej. Cechowała się ciężką budową, miała duże kły i zęby policzkowe o wzorze grzebieni przypominającym spotykany u Uintatheriidae, z którymi mogła być blisko spokrewniona. Za życia mogła osiągać rozmiary tapira. Dzieli liczne wspólne cechy z Condylartha i dinoceratami, choć brakowało jej ciosów czy ossikonów.

## Budowa
Simpson zauważył, że Carodnia przypomina prymitywnego przedstawiciela uintateriów Probathyopsis.  Choć Paula Couto również doszedł do podobnych wniosków, umieścił Carodnia w nowym rzędzie Xenungulata. Gingerich 1985 ↓ , zwracając uwagę, że Probathyopsis dzieli liczne cechy zębów z Carodnia, ale u tej ostatniej przednie uzębienie jest bardziej zredukowane, drugie dolne i górne przedtrzonowce są powiększone i zaostrzone, a pierwszy i drugi ząb trzonowy są bardziej lofodontyczne. Gingerich uznał, że te różnice mogą uzasadnić wydzielenie rodzaju do odrębnej rodziny, zaproponował jednak włączenie jej do Probathyopsis.  Cifelli 1983 ↓  połączył Carodnia z Pyrotheria, co później uznał za pomyłkę.
Carodnia cechuje się bilofodontycznymi (o dwóch równoległych grzebieniach biegnących poprzecznie) pierwszym i drugim trzonowcem i bardziej złożonym trzecim trzonowcem, również noszącym grzebień. Sugeruje to powiązania z piroteriami, uintateriami, a nawet Arctocyonidae. Kości stopy są krótkie i dobrze zbudowane. Palce kończą się szerokimi, płaskimi bezszczelinowymi przypominającymi kopytka paznokciami, inaczej niż u innych Mmeridiungulata.
C. feruglioi i C. cabrerai (z riochikańskiej fauny południowoamerykańskiej z Patagonii) znane są tylko z pozostałości zębów. C. vieirai (z itaboriańskiej fauny z Itaborai) znana jest z bardziej kompletnych szczątków zębów, czaszki i szkieletu pozaczaszkowego. Zalicza się doń prawie kompletna żuchwa, liczne kręgi i kilka niekompletnych kości kończyn.
Żyjący we wczesnym eocenie gatunek C. inexpectans znany jest tylko z okazu holotypowego, tj. fragmentu żuchwy z zachowanymi dwoma zębami trzonowymi oznaczonej MUSM-2025. Okaz holotypowy odkryto na północnym zachodzie Peru, w połowie drogi między miastami Talara i Tumbes, ok. 20 kilometrów od wybrzeża Oceanu Spokojnego. C. inexpectans żył dalej na północ od pozostałych przedstawicieli rodzaju Carodnia; miejsce odkrycia jego okazu holotypowego leży ok. 4500 kilometrów od miejsc odkryć skamieniałości przedstawicieli pozostałych gatunków z rodzaju Carodnia .
Gdy Simpson 1935 ↓  po raz pierwszy opisał Carodnia i Ctalecarodnia, tę pierwszą znano jedynie z dolnego lewego trzonowca, którego z kolei brakowało w szczątkach tej drugiej, co czyniło porównywanie rodzajów trudnym. Paula Couto 1952 ↓ , bazując na znacznie bardziej kompletnych szczątkach, doszedł do wniosku, że trzonowce i przedtrzonowce obu są nie do odróżnienia, w związku z czym uznał Ctalecarodnia za synonim tej pierwszej. Paula Couto także zauważył, że uzębienie C. cabrerai i C. feruglioi są podobne, nie licząc rozmiarów, dlatego też C. feruglioi może być młodocianą C. cabrerai, niemniej pozostawił je jako dwa odrębne gatunki.